# Wenxi
Wenxi (闻喜县,  Wénxǐ Xiàn) ist ein chinesischer Kreis der bezirksfreien Stadt Yuncheng im Süden der Provinz Shanxi. Die Fläche beträgt 1.167 Quadratkilometer und die Einwohnerzahl 355.269 (Stand: Zensus 2020). 1999 zählte Wenxi 374.110 Einwohner.
Die Stätten der befestigten Stadt und der Qiujiazhuang-Gräber (Shangguo chengzhi he Qiujiazhuang muqun 上郭城址和邱家庄墓群) der Zeit der Zhou-Dynastie bis Han-Dynastie sowie der Houji-Tempel (Houji miao 后稷庙) stehen auf der Liste der Denkmäler der Volksrepublik China.